# Orinoco
Orinoco là một trong những dòng sông dài nhất tại Nam Mỹ với chiều dài 2.140 km (1.330 mi). Lưu vực sông thỉnh thoảng được gọi là Orinoquia, có diện tích 989,000 km2 (381,855 dặm vuông Anh), với 76,3% trong đó thuộc về Venezuela về phần còn lại nằm trên đất Colombia. Orinoco và các chi lưu là hệ thống giao thông chính ở miền đông và vùng nội địa Venezuela và llanos của Colombia.

## Lịch sử

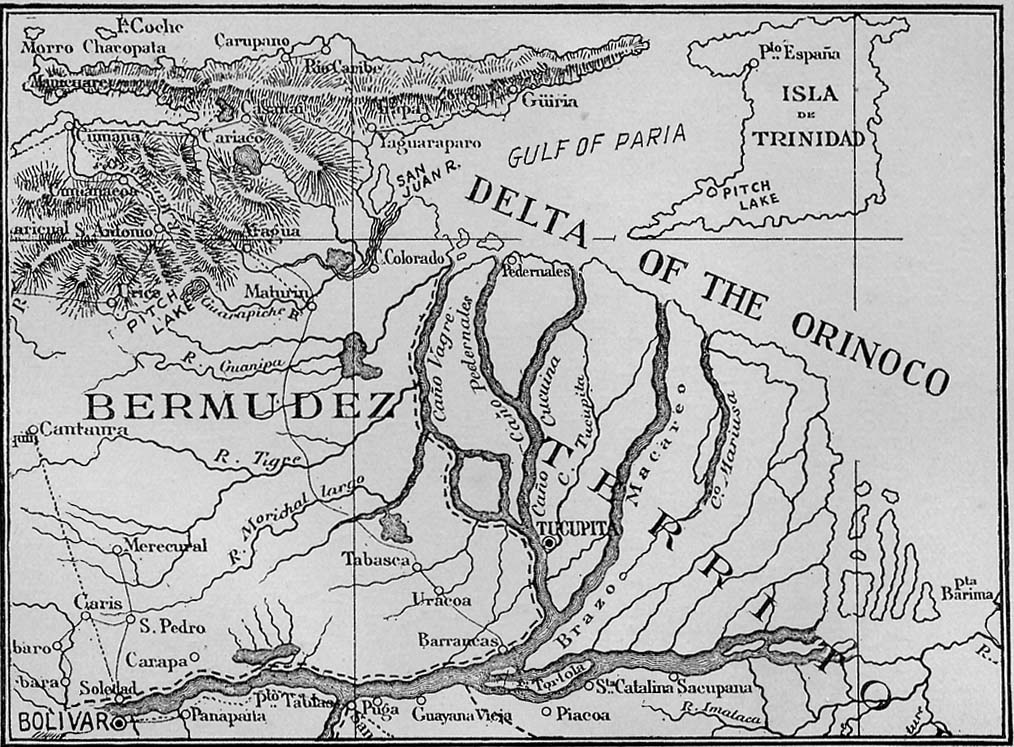
Bản đồ Hạ Orinoco năm 1897

Mặc dù cửa sông Orinoco ở Đại Tây Dương đã được ghi trong tài liệu của Columbus vào ngày 1 tháng 8 năm 1498 trong tuyến hành trình thứ ba của mình, khởi nguồn của sông tại Cerro Delgado-Chalbaud thuộc dãy Parima mới được khám phá lần đầu vào năm 1951, tức 453 năm sau. Đầu nguồn của sông nằm trên biên giới Venezuelan-Brasil và có độ cao 1.047 m (3.435 ft) và có tọa độ 02°19′5″B 63°21′42″T / 2,31806°B 63,36167°T, và do một đoàn thám hiểm Venezuela-Pháp khám phá ra.
Đồng bằng Orinoco, và các chi lưu ở phía đông llanos như Apure và Meta, được khám phá vào thế kỷ 16 bởi nhà viễn Ambrosius Ehinger cũng những người nối tiếp ông. Năm 1531 Diego de Ordaz, bắt đầu từ cửa sông chính của đồng bằng là Boca de Navios, đã ngược dòng lên đến Meta, và Antonio de Berrio xuôi dòng Casanare, đến Meta, và sau đó xuôi dòng Orinoco và trở lại Coro.
Alexander von Humboldt đã khám phá lưu vực sông vào năm 1800 và có ghi chép về cá heo sông màu hồng và các loài động thực vật.

## Địa lý
Dòng chảy của Orinoco tạo thành một vòm hình elipxoit rộng, bao quanh Sơn nguyên Guiana; sông bị phân thành bốn phần có chiều dài không cân bằng và gần tương ứng với khu hoạch theo chiều dọc đối với một sông lớn đêỉn hình:
- Thượng Orinoco— dài 242 kilômét (150 mi), tạo thành từ các dòng nước đầu nguồn và chảy qua địa hình đồi núi theo hướng tây bắc.
- Trung Orinoco— dài 750 kilômét (470 mi), chia thành 2 khu vực, khu vực đầu tiên dài 480 kilômét (300 mi) và có hướng dòng chảy về phía tây đến khi hợp lưu với Atabapo và Guaviare ở San Fernando de Atabapo; phần thứ nhì chảy theo hướng bắc và dài khoảng 270 kilômét (170 mi), tạo thành biên giới Venezuela - Colombia, hai bên sườn là các phiến granit cực tây của sơn nguyên Guiana ngăn cản sự phát triển dòng chảy, kéo dài đến ghềnh Atures gần nơi hợp lưu với sông Meta tại Puerto Carreño.
- Hạ Orinoco— dài 959 kilômét (596 mi) và tạo thành một đồng bằng phù sa hoàn chỉnh, chảy theo hướng đông bắc, từ ghềnh Atures xuống đến Piacoa ở trước Barrancas
- Đồng bằng Amacuro— dài 200 kilômét (120 mi) và đổ nước ra vịnh Paría và Đại Tây Dương, một đồng bằng sông rất rộng lớn với diện tích 22.500 km2 (8.700 dặm vuông Anh) và chiều rộng nhất là 370 kilômét (230 mi).

Ở cửa sông, Orinoco tạo thành một đồng bằng rộng và phân thành hàng trăm nhánh sông và kênh qua 41,000 km2 (0 dặm vuông Anh) rừng đầm lầy. Vào mùa mưa, Orinoco có thể rộng đến 22 kilômét (14 mi) và sâu 100 mét (330 ft).
Hầu hết các sông quan trọng của Venezuela và chi lưu của Orinoco, trong đó lớn nhất là Caroní, hợp lưu với Orinoco tại Puerto Ordaz, gần thác Llovizna. Một đặc trưng của hệ thống sông Orinoco là kênh Casiquiare, bắt đầu là một nhánh của Orinoco, và nối đến Rio Negro, một chi lưu của Amazon, tạo thành một 'kênh đào tự nhiên' giữa Orinoco và Amazon.

### Các sông chính trong lưu vực Orinoco

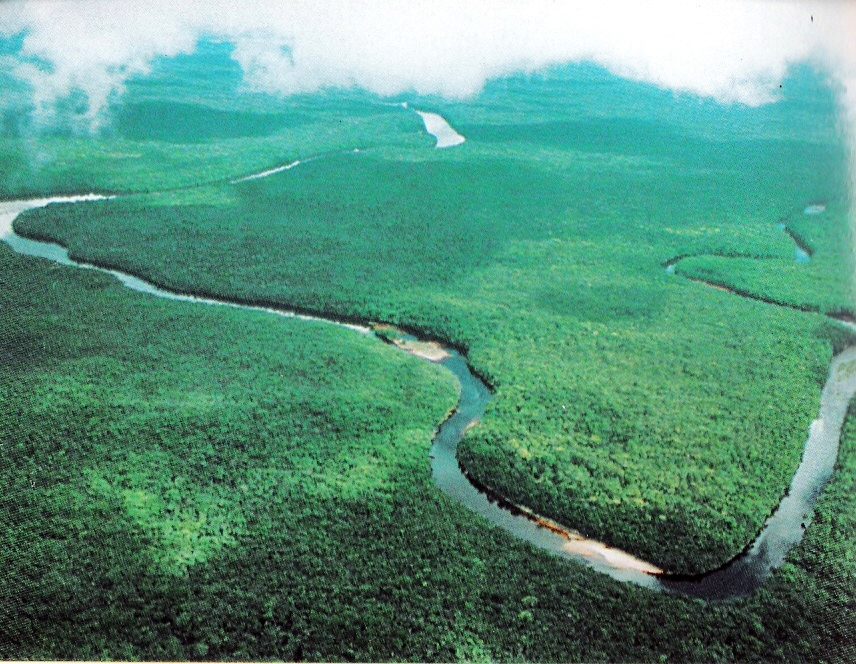
Một đoạn Orinoco

- Apure: từ Venezuela chảy theo hướng đông nhập vào Orinoco
- Arauca: từ Colombia chảy về phía đông qua Venezuela vào Orinoco
- Atabapo: từ sơn nguyên Guiana của Venezuela chảy về phía bắc vào Orinoco
- Caroní: từ sơn nguyên Guiana của Venezuela chảy về phía bắc đến Orinoco
- Kênh Casiquiare: ở tây nam Venezuela, một nhánh sông từ Orinoco chảy về phía tây đến Negro, một sông nhánh lớn của Amazon
- Caura: từ miền đông Venezuela (sơn nguyên Guiana) chảy về phía bắc vào Orinoco
- Guaviare: từ Colombia chảy về phía đông vào Orinoco
- Inírida: từ Colombia théo hướng đông nam vào Guaviare.
- Meta: từ Colombia, biên giới với Venezuela theo hướng đông vào Orinoco
- Ventuari: từ miền đông Venezuela (sơn nguyên Guiana) theo hướng tây nam vào Orinoco
- Vichada: từ Colombia chảy theo hướng đông vào Orinoco

## Sinh thái học
Boto, hay Cá heo sông Amazon, cũng cư trú trên hệ thống sông Orinoco. Cá sấu Orinoco là một trong những loài bò sát hiếm nhất thế giới, với dưới 250 cá thể còn lại trong tự nhiên. Phạm vi trong tự nhiên của loài cá sấu này nay chỉ còn hạn chế ở lực vực sông Orinoco. Orinoco là nơi sinh sống của Piranha Caribe hay Pygocentrus cariba.

## Kinh tế
Tàu bè có thể đi lại trên hầu hết chiều dài của dòng sông, và việc nạo vét cho phép các tàu biển có thế đi xa đến Ciudad Bolívar, tại nơi hợp lưu với sông Caroní, 435 km (270 mi) từ cửa sông. Tàu chở hàng hóa có thể đi xa đến Puerto Ayacucho và Atures Rapids.
Năm 1926, một thanh tra viên người Venezuela đã tìm ra một trong các mỏ quặng sắt trưc lượng lớn nhất gần đồng bằng sông Orinoco, phía nam của thị trấn San Felix tại một ngọn núi mang tên El Florero. Khai thác quy mô các tài nguyên quặng bắt đầu sau khi kết thúc Thế chiến thứ II, điều hành là một hàng Venezuela và một công ty thép Hoa Kỳ. Vào đầu thập niên 195s, khoảng 10.000 tấn đất lẫn quặng được mang đi mỗi ngày.
Lưu vực sông Orinoco cũng có tài nguyên cát dầu tại đai dầu Orinoco, có thể trở thành một nguồn cung cấp dầu trong tương lai.

## Thể thao
Từ năm 1988, chính quyền địa phương Ciudad Guayana đã tổ chức một cuội đua thuyền trên Orinoco và Caroní, và có đến 1000 đấu thủ tham gia. Từ năm 1991, "Paso a Nado Internacional de los Rios Orinoco-Caroní" đã được tổ chức hàng năm, và một ngày chủ nhật gần 19 tháng 4. Trên bình diện thế giới, giải thi đầu này đã đạt được tầm quan trọng, và có một số lượng lớn các đối thủ tham gia thi đấu.

## Hình ảnh

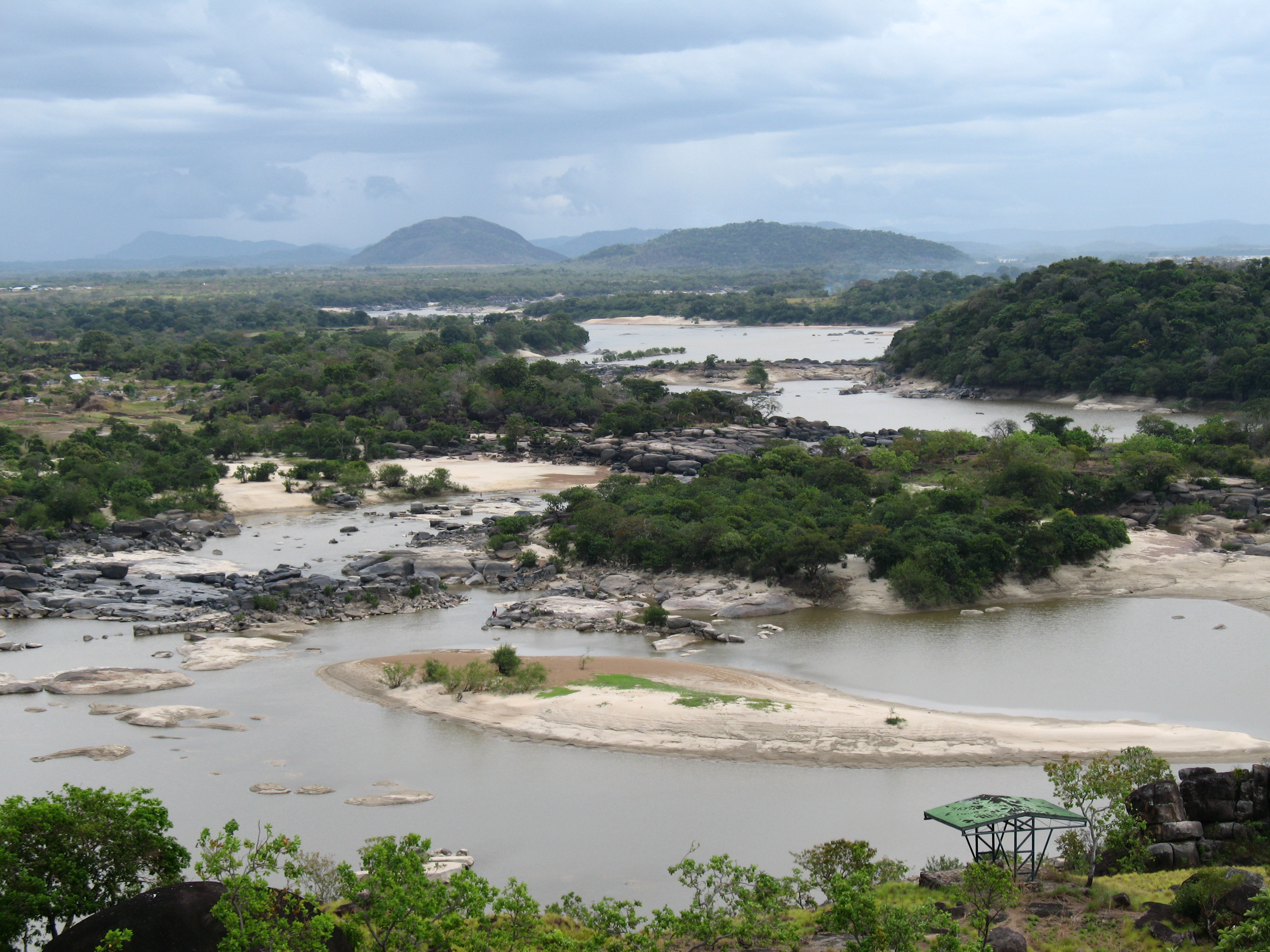
Thác trên sông Orinoco, gần sân bay Puerto Ayacucho, Venezuela.
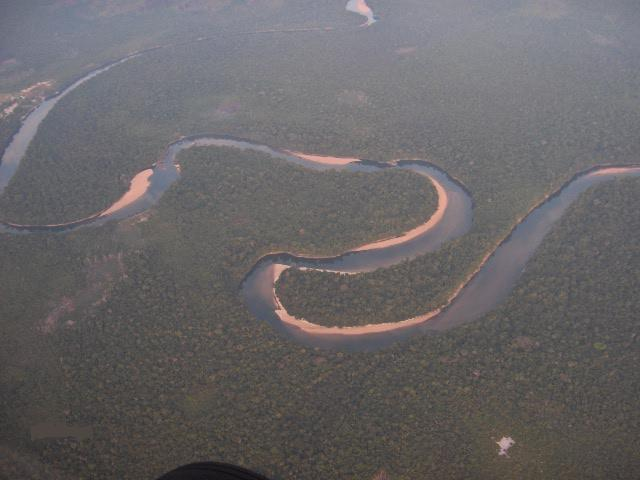
Sông Orinoco tại bang Amazonas, Venezuela.
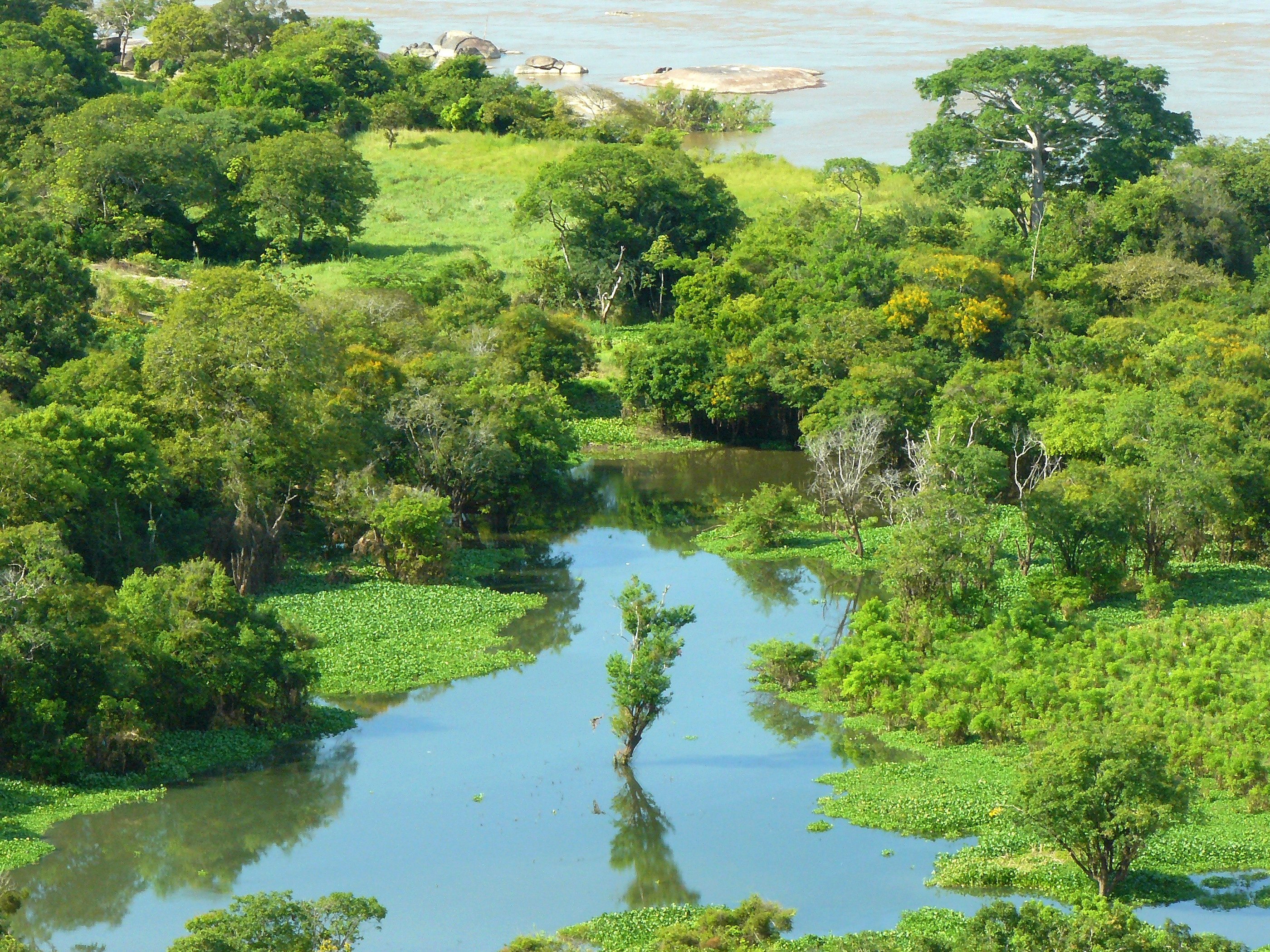
Sông Orinoco tại bang Amazonas